# Daszkauka
Daszkauka (biał. Дашкаўка; ros. Дашковка, pol. hist. Daszkówka) – agromiasteczko na Białorusi, w obwodzie mohylewskim, w rejonie mohylewskim, w sielsowiecie Daszkauka, nad Dnieprem.

## Transport
Znajduje tu się stacja kolejowa Daszkauka, położona na linii Mohylew – Żłobin. Przez miejscowość przebiega droga republikańska R97.

## Historia
Dawniej miasteczko.
Pierwsza wzmianka pochodzi z 1597. Daszkówka należała do Rzeczypospolitej Obojga Narodów do czasu I rozbioru Polski, gdy weszła w skład Imperium Rosyjskiego. W carskiej Rosji położona była w guberni mohylewskiej, w powiecie bychowskim.
Podczas kampanii rosyjskiej Napoleona w 1812 odbyła się tu bitwa wojsk francuskich Louisa Nicolasa Davouta z Rosjanami.
Od 1917 w granicach Związku Sowieckiego. Od 1991 w niepodległej Białorusi.

### Majątek i pałac
Daszkówka początkowo należała do kniazów Sołomereckich. W XIX w. najpierw do Połubińskich, następnie przeszła na własność Żukowskich, którzy na początku XX w. zbudowali tu eklektyczny dwór, z otaczającym go parkiem krajobrazowym i rozległymi widokami na Dniepr. Przebudowany w czasach komunizmu pałac i park (częściowo) zachowały się do dziś. Obecnie dawny dwór jest siedzibą władz sielsowietu.

## Zabytki
Oprócz dworu Żukowskich w Daszkówce znajduje się stary cmentarz żydowski. Była tu również cerkiew zniszczona w czasach sowieckich.

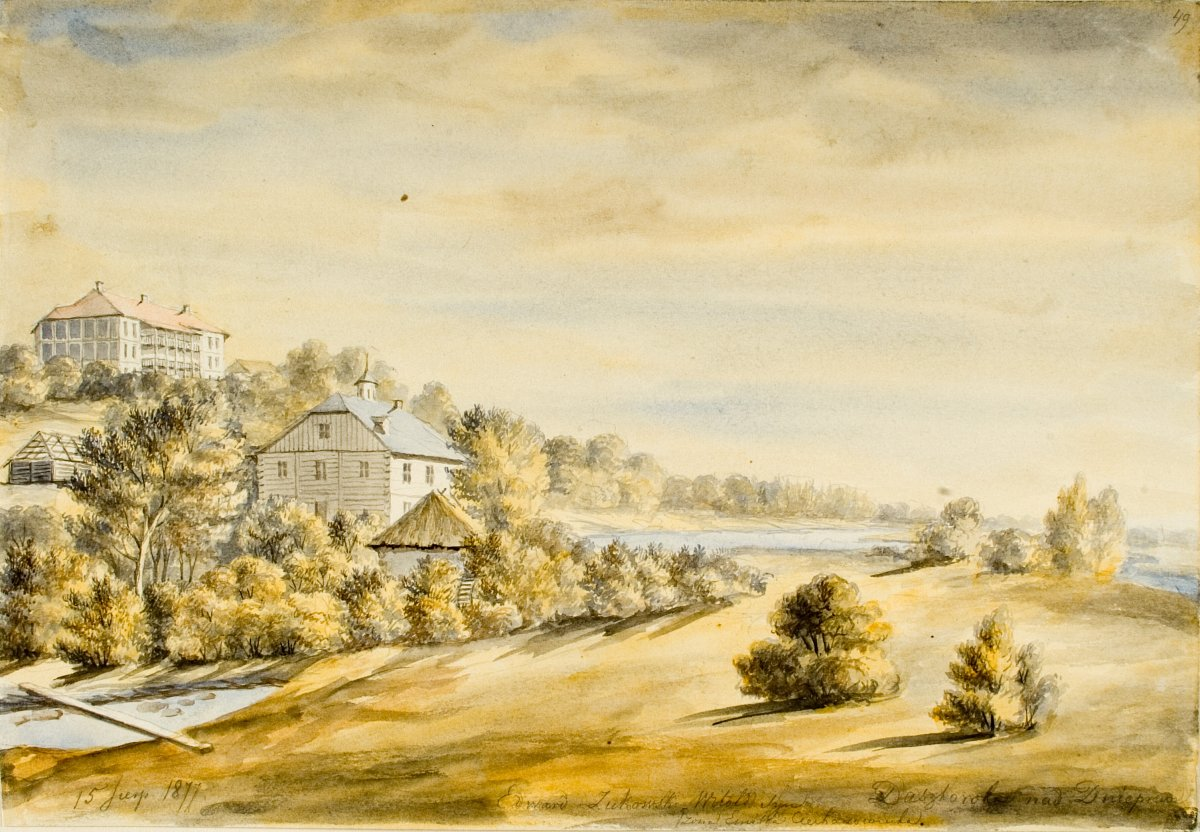
Napoleon Orda Daszkówka nad Dnieprem (1877)
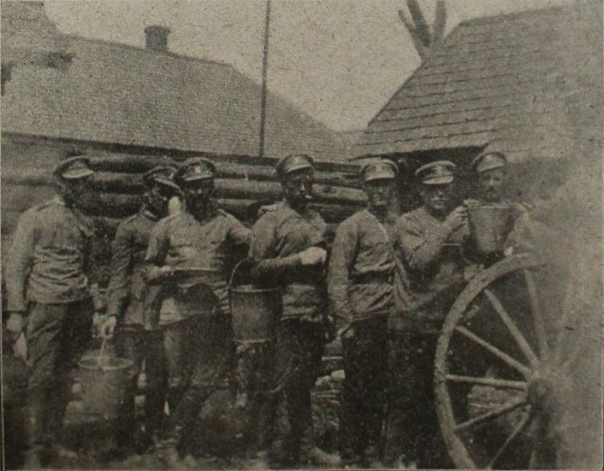
Wojsko Polskie w Daszkówce (maj 1918)
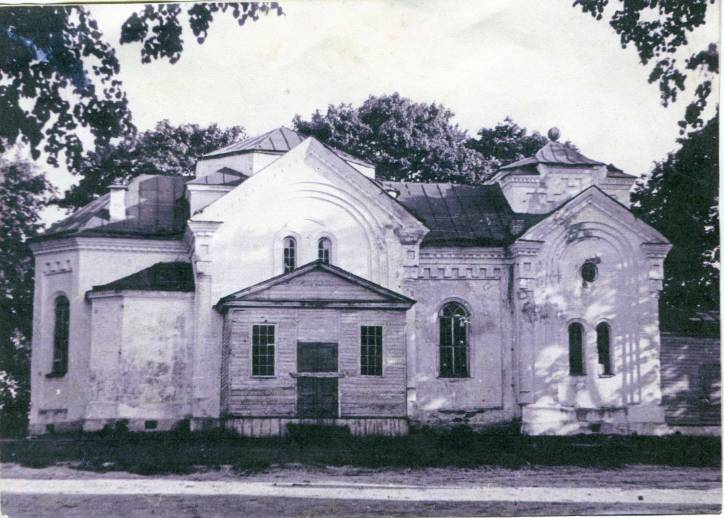
Cerkiew w Daszkówce (niezachowana)
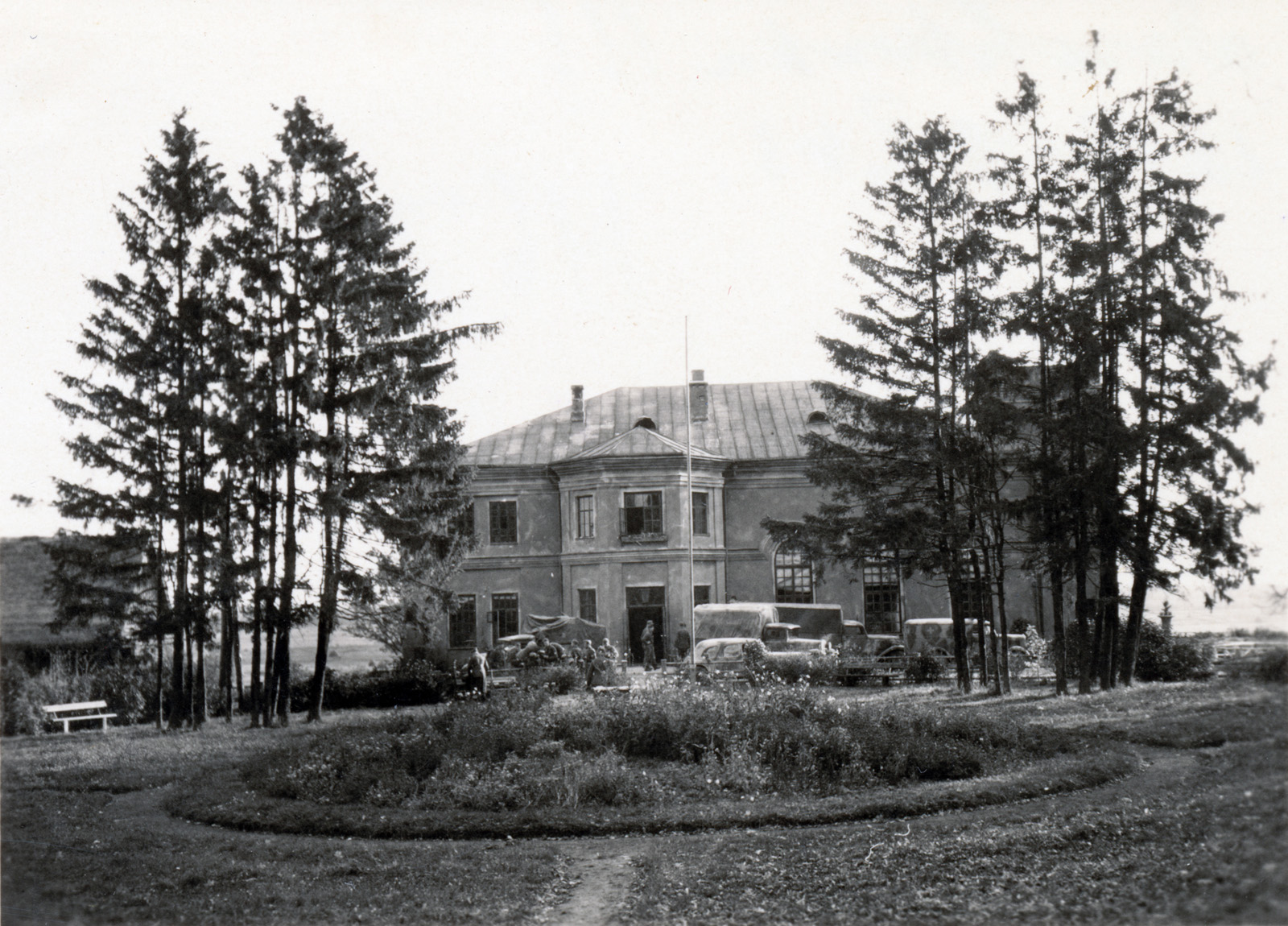
Dawny pałac Żukowskich w czasie okupacji niemieckiej (1943)